# Laconia (Schiff, 1922)
Die Laconia (II) war ein 1922 in Dienst gestelltes Transatlantik-Passagierschiff der britischen Reederei Cunard Line, das als Royal Mail Ship im Passagier- und Postverkehr zwischen Großbritannien und den Vereinigten Staaten eingesetzt wurde. Benannt wurde es nach der Landschaft Lakonien auf der griechischen Halbinsel Peloponnes. Mit knapp 20.000 BRT war es eines der größten kurz nach dem Ersten Weltkrieg gebauten britischen Passagierschiffe. Im Zweiten Weltkrieg diente der ehemalige Luxusdampfer als Truppentransporter für Soldaten und Kriegsgefangene.
Mit 2.741 Personen an Bord, darunter 1809 italienischen Kriegsgefangenen aus Nordafrika, wurde die Laconia am 12. September 1942 im Südatlantik von dem U-Boot U 156 der deutschen Kriegsmarine versenkt. Das U-Boot rief auf offener Frequenz weitere Schiffe herbei, um so viele Schiffbrüchige wie möglich aufnehmen zu können. Der U-Boot-Verband wurde jedoch von einem US-amerikanischen Bomber entdeckt und bombardiert. Der Befehlshaber der U-Boote Karl Dönitz gab daraufhin am 17. September den „Laconia-Befehl“ heraus, der jegliche Hilfeleistung von Überlebenden versenkter feindlicher Schiffe untersagte. Insgesamt kamen beim Untergang und der Bombardierung der Rettungsflotte 1.658 Menschen ums Leben.

## Dienstzeit als Passagierschiff

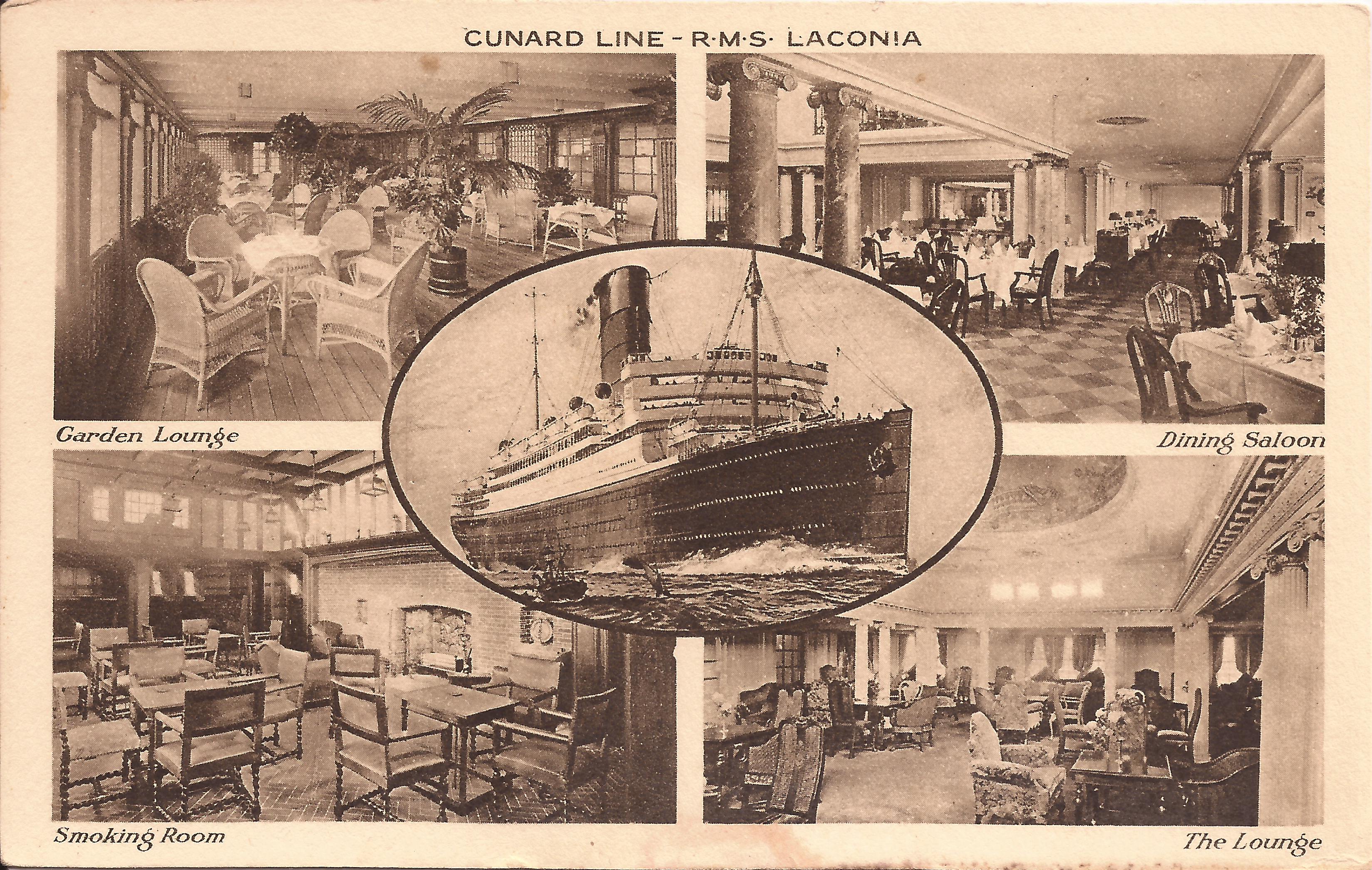
Postkarte aus den frühen 1920er Jahren

Die Laconia war Nachfolger der 1911 in Dienst gestellten ersten Laconia (18.099 BRT), die im Februar 1917 vor der irischen Küste von dem deutschen U-Boot U 50 versenkt worden war. Ihre Schwesterschiffe waren die Scythia (II) (19.730 BRT) und die Samaria (II) (19.602 BRT).
Die zweite Laconia lief am 9. April 1921 auf der Werft von Swan, Hunter & Wigham Richardson in Wallsend vom Stapel. Das Dampfschiff hatte einen einzelnen Schornstein und zwei Masten. Die beiden Schrauben wurden von sechs Dampfturbinen der Wallsend Slipway & Engineering Company angetrieben, die 12.500 Wellen-PS leisteten und das Schiff auf bis zu 16 Knoten (29,6 km/h) beschleunigten. Das Schiff war für die Beförderung von 350 Passagieren in der Ersten, 350 in der Zweiten und 1.500 in der Dritten Klasse ausgelegt.
Am 25. Mai 1922 lief das Schiff von Liverpool aus zu seiner Jungfernfahrt aus, die über Queenstown nach New York führte. Am 22. Juni 1922 begannen die regulären Fahrten auf der Linie Liverpool–Queenstown–Boston–New York. Am 21. November 1922 startete die Laconia mit 450 Passagieren an Bord ihre erste Weltumrundung, bei der sie unter dem Kommando von Kapitän F. G. Brown in 130 Tagen 22 Häfen anlief. Die Route ging über die Karibik, den Panamakanal, den Pazifik, den fernen Osten, wobei mit dem Erreichen der Javasee östlich von Sumatra der Äquator zweimal durchfahren wurde, den Indischen Ozean, den Suezkanal, das Mittelmeer und den Atlantik. Am 30. März 1923 endete die Weltumrundung wieder in New York. Es war die erste komplette Weltumrundung an Bord eines Kreuzfahrtschiffs. Am 26. Juni 1923 begann die erste Überfahrt auf der Route Hamburg–Southampton–Cherbourg–New York und ab dem 1. Dezember 1923 wurde sie wieder auf der ursprünglichen Strecke Liverpool–New York eingesetzt.

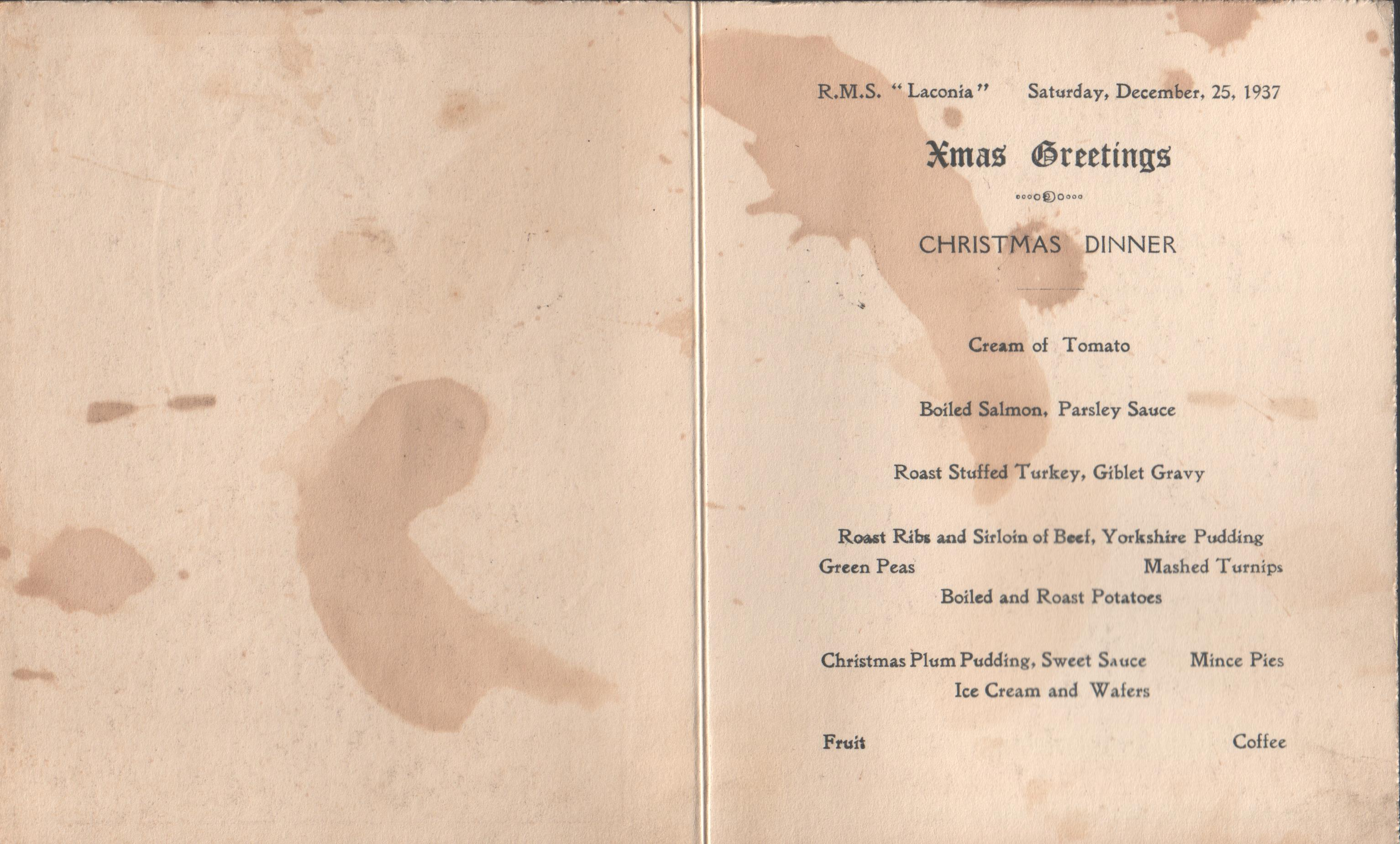
Das Menü des Weihnachtsdinners von 1937.

Ab April 1928 gab es neue Passagierklassen, die Kabinenklasse, Touristenklasse und die Dritte Klasse. Am 24. September 1934 kollidierte die Laconia während einer Fahrt von Boston nach New York im Nebel mit dem kleinen Frachtdampfer Pan Royal der Pan Atlantic Steamship Company. Der Bug des Passagierschiffs bohrte sich dabei tief in die Backbordseite des Frachters. Beide Schiffe konnten aber ihre jeweiligen Fahrten aus eigener Kraft fortsetzen. Die Laconia wurde in New York repariert und nahm 1935 ihre Tätigkeit wieder auf. Am 12. August 1939 begann in Liverpool mit Ziel New York die letzte Fahrt in Friedenszeiten.

## Einsatz im Zweiten Weltkrieg
Am 4. September 1939 wurde die Laconia für die Dienste der Royal Navy angefordert und fuhr anschließend nach Portsmouth, wo sie in einen bewaffneten Hilfskreuzer für die Royal Navy umgewandelt wurde. Sie wurde mit acht 152-mm-Kanonen und zwei 76-mm-Kanonen ausgerüstet. Nach den Probefahrten bei der Isle of Wight wurden Goldbarren auf das Schiff verladen, und am 23. Januar 1940 brach sie zu einer Fahrt nach Portland (Maine) und Halifax (Nova Scotia) auf. In den folgenden Monaten diente die Laconia als Geleitschutz für Schiffskonvois nach Bermuda, wo diese sich mit anderen Konvois vereinigten.
Am 9. Juni 1940 lief die Laconia in der Bucht Bedford Basin vor Halifax auf Grund und wurde beschädigt. Ende Juli war sie wieder vollkommen in Stand gesetzt. Im Oktober wurden die Passagierunterkünfte demontiert und teilweise mit leeren Ölfässern gefüllt, um eine bessere Schwimmfähigkeit für den Fall einer etwaigen Torpedierung zu erreichen.
Zwischen Juni und August 1941 folgte in Saint John eine weitere Ausbesserung, nach der die Laconia nach Großbritannien geschickt wurde, um als Truppentransporter verwendet werden zu können. Am 12. September 1941 legte sie am Bidstock Dock im Hafen von Birkenhead an. Bei der Werft Cammell, Laird & Company in Birkenhead wurde das Schiff in den folgenden Monaten in einen Truppentransporter umgewandelt. Ab dem 1. Oktober 1941 war das Schiff offiziell dem Ministry of War Transport (MoWT) überstellt. Anfang 1942 waren die Arbeiten abgeschlossen. Fortan führte die Laconia Truppenfahrten nach Kapstadt und Freetown durch, wobei oft im Zickzackkurs gefahren und andere Vorsichtsmaßnahmen getroffen wurden.

## Versenkung
Im September 1942 befand sich die Laconia auf einer Fahrt von Sues (Ägypten) über Aden (Jemen), Mombasa (Kenia), Durban (Südafrika) und Kapstadt nach Kanada. Das Kommando hatte der 56-jährige Rudolph Sharp, ein Träger des Order of the British Empire und langjähriger Cunard-Kapitän, der schon auf der Brücke der Queen Mary gestanden hatte und im Juni 1940 Kommandant der Lancastria war, als diese bei einem deutschen Luftangriff versenkt wurde. Nach dem letzten Halt in Kapstadt am 1. September dampfte die Laconia in nordwestlicher Richtung durch den Südatlantik. An Bord waren einschließlich der Besatzung 2.741 Menschen, darunter 366 reguläre Passagiere einschließlich Frauen und Kinder, aber auch Offiziere und Soldaten, 1.809 italienische Kriegsgefangene und 103 Mitglieder der Free Polish Army zu deren Bewachung. Auch waren 200 Tonnen Fracht an Bord. Am Sonnabend, dem 12. September 1942 um 22.07 Uhr wurde die Laconia etwa 360 Seemeilen nordöstlich der Atlantikinsel Ascension von dem deutschen U-Boot U 156 entdeckt, das sich unter dem Kommando von Korvettenkapitän Werner Hartenstein auf seiner vierten Feindfahrt befand.
Das Schiff wurde an Steuerbord von einem Torpedo getroffen und nahm eine schwere Schlagseite an. In der getroffenen Abteilung starben die etwa 450 dort untergebrachten italienischen Gefangenen. Kapitän Sharp befahl das Ausbooten der Frauen, Kinder und der Verletzten, als im Frachtraum Nr. 2 ein zweiter Torpedo einschlug. Einige der 32 Rettungsboote wurden durch die Explosionen zerstört und die italienischen Kriegsgefangenen versuchten, die übrigen zu stürmen. U 156 blieb in der Nähe, um die leitenden Schiffsoffiziere gefangen nehmen zu können. Beim Auftauchen sah Kapitän Hartenstein dann hunderte Menschen an Bord des Schiffs und im Wasser um ihr Überleben kämpfen. Um 23.23 Uhr ging die Laconia an Position 5° 5′ S, 11° 38′ W unter. Als Hartenstein erkannte, dass sich Zivilisten und Kriegsgefangene unter den Schiffbrüchigen befanden, begann er sofort mit der Rettung Überlebender. Um 01.25 Uhr am 13. September ließ er einen Funkspruch an den Befehlshaber der U-Boote (BdU) absetzen, in dem er um Hilfe bat.

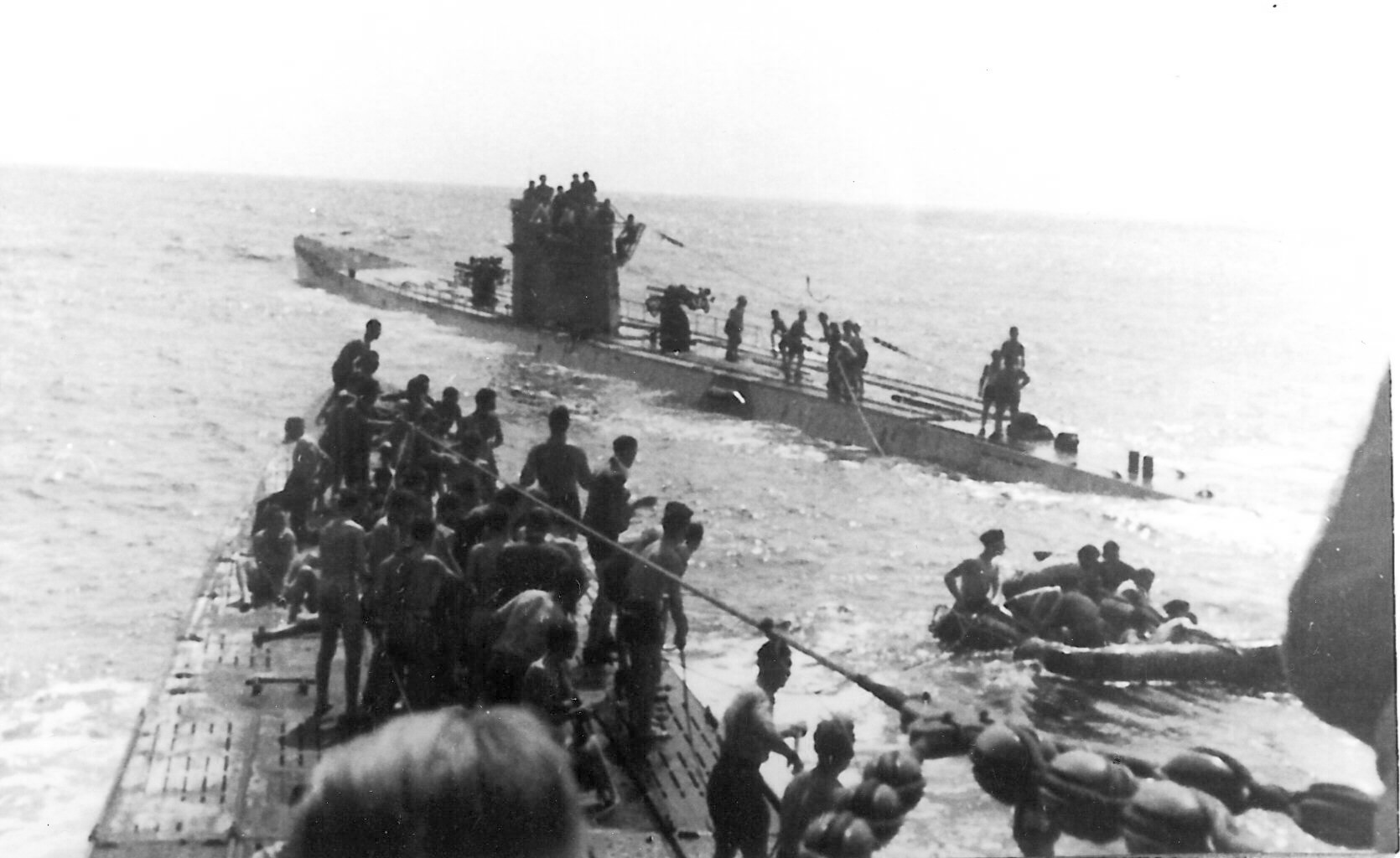
Überlebende der Laconia zwischen U 156 (vorn) und U 507 (hinten) am 15. September 1942.

Am 15. September trafen die deutschen U-Boote U 506 (Kapitänleutnant Erich Würdemann) und U 507 (Korvettenkapitän Harro Schacht) sowie das italienische U-Boot Comandante Cappellini (Kommandant Marco Revedin) am Ort des Untergangs ein. Die vier U-Boote nahmen mehrere Rettungsboote in Schlepp und fuhren unter der Flagge des Roten Kreuzes Kriegsschiffen der Vichy-Flotte entgegen. Über Funk ließen sie mitteilen, dass sie an einer Rettungsaktion teilnahmen. Am 16. September wurde die Flotte von einem US-amerikanischen Seefernaufklärer des Typs Consolidated PB4Y angegriffen, der von Wideawake Airfield auf Ascension aus gestartet war. Die abgeworfenen Bomben trafen Rettungsboote und streiften U 156, so dass Hartenstein die Leinen zu den Booten kappen ließ. In der Nacht zum 17. September wurde U 156 durch den BdU aus der Rettungsaktion entlassen und die anderen U-Boote bekamen den Befehl zum Abtauchen.
Kapitän Sharp, 97 Besatzungsmitglieder, 133 Passagiere, 33 polnische Wachleute und 1.394 Kriegsgefangene, insgesamt 1.658 Menschen, kamen durch die Versenkung der Laconia und die Bombardierung der U-Boote durch Amerikaner ums Leben. Unter den Todesopfern war auch Lady Grizel Wolfe-Murray (1913–1942), Tochter des Earl of Glasgow. Zwischen dem 17. und 20. September wurden 1.083 Überlebende von dem Leichten Kreuzer Gloire, der Sloop Dumont d’Urville und dem Minenräumer Annamite aufgenommen und nach Dakar gebracht. Darunter waren 425 italienische Kriegsgefangene, 179 Angehörige der Royal Navy, 104 Angehörige der British Army, 79 Angehörige der Royal Air Force, 186 Mitglieder der britischen Handelsmarine, 70 polnische Soldaten und 50 Frauen und Kinder. Die 668 alliierten Überlebenden wurden anschließend von der Gloire nach Casablanca gebracht.
Das als „Laconia-Zwischenfall“ bekannt gewordene Ereignis hatte den von Admiral Karl Dönitz erteilten Laconia-Befehl zur Folge, der es deutschen U-Boot-Mannschaften untersagte, den Überlebenden eines versenkten Schiffes einer feindlichen Nation zu Hilfe zu kommen.

## Filmische Rezeption
Die Ereignisse um die Versenkung der Laconia wurden 2010 in einer deutsch-britischen Gemeinschaftsproduktion unter dem Titel Laconia (Originaltitel The Sinking of the Laconia) für das Fernsehen verfilmt (Regie: Uwe Janson; Drehbuch: Alan Bleasdale) und im November 2011 und im Januar 2015 von der ARD, sowie im April 2018 vom SWR und im August 2018 vom HR als Zweiteiler ausgestrahlt. Die britische und die deutsche Schnittfassung unterscheiden sich teilweise inhaltlich.